# Калин Пехливански
Калин Пехливански е бивш футболист, нападател.

## Биография
Роден е на 9 октомври 1963 г. Играл е за Рилски спортист (1981 – 1987), Спартак (Плевен) (1987 – 1989), Хебър (1989 – 1990), Янтра (1990), Чавдар (Бяла Слатина) (1995 – 1996), Марек (1995 – 1999) и Германея (Сапарева баня) (2000 – 2001). Той е първият футболист, вкарал гол за Хебър в A група. В мача с ЦСКА той открива резултата на стадион „Българска армия“ и смълчава публиката. През второто полувреме столичани обаче отбелязват 3 гола и печелят мача с 3:1. За Хебър той е на второ място в голмайсторската листа със своите 9 гола за първия сезон на отбора в елита. Бил е и треньор на Германея (Сапарева баня).